# یوکیماسا کیشینو
یوکیماسا کیشینو (انگلیسی: Yukimasa Kishino; ۲۱ اکتبر ۱۹۵۵ – ) بازیگر، و صداپیشه اهل ژاپن بود. وی از سال ۱۹۷۹ میلادی تاکنون مشغول فعالیت بوده‌است.
از فیلم‌ها یا برنامه‌های تلویزیونی که وی در آن نقش داشته‌است می‌توان به مبارز خیابانی ۲: فیلم پویانمایی اشاره کرد.